# Philoponella pomelita
Philoponella pomelita là một loài nhện trong họ Uloboridae.
Loài này thuộc chi Philoponella. Philoponella pomelita được Cristian J. Grismado miêu tả năm 2004.